# Serguei Iessienin
Serguei Iessienin (em russo:  Сергей Есенин) (Konstaninovo, 3 de outubro de 1895 — Leningrado, 28 de dezembro de 1925) foi um poeta e o maior expoente do chamado Imagismo russo, sendo da mesma geração de Vladimir Maiakóvski.
Considerado um dos maiores poetas russos do início do século XX, foi casado com a bailarina Isadora Duncan.
Suicidou-se num quarto do Hotel Inglaterra. Morreu enforcado e escreveu um poema de despedida com seu próprio sangue. Seu suicídio causou grande impacto na opinião pública, e Maiakovski escreveu um poema crítico em resposta ao suicídio e ao poema suicida de Iessenin, de cuja poesia era grande admirador.